# 圣皮埃尔埃尚
圣皮埃尔埃尚（法語：Saint-Pierre-es-Champs，亦作，法語發音：[sɛ̃ pjɛʁ ɛ ʃɑ̃]）是法国瓦兹省的一个市镇，属于博韦区。

## 地理
圣皮埃尔埃尚（49°25'52"N, 1°43'38"E）面积10.8 平方千米，位于法国上法蘭西大區瓦兹省，该省份为法国北部内陆省份，北起索姆省，西接厄尔省和滨海塞纳省，南至塞纳-马恩省和瓦兹河谷省，东临埃纳省。
与圣皮埃尔埃尚接壤的市镇（或旧市镇、城区）包括：布什维利耶、布赖地区皮瑟、圣热尔梅德弗利、塔尔蒙捷、埃尔讷蒙拉维莱特、布赖地区古尔奈。
圣皮埃尔埃尚的时区为UTC+01:00、UTC+02:00（夏令时）。

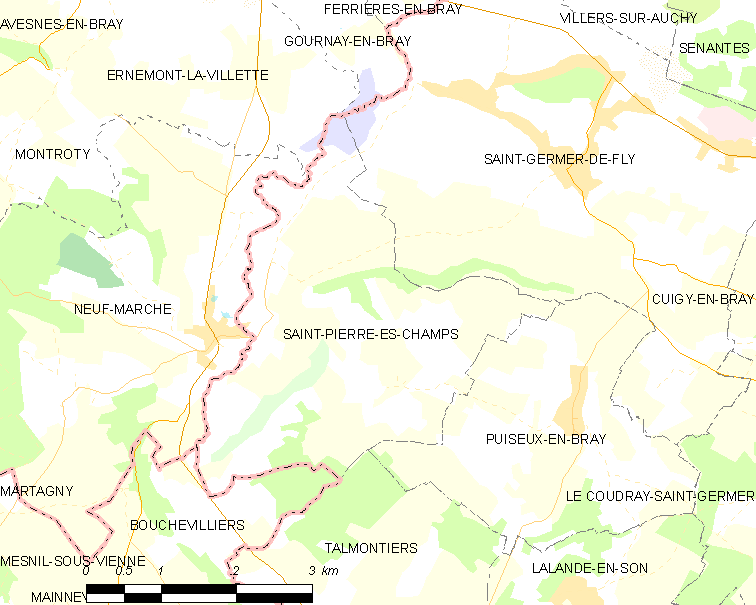
圣皮埃尔埃尚的OSM定位图

## 行政
圣皮埃尔埃尚的邮政编码为60850，INSEE市镇编码为60592。

## 政治
圣皮埃尔埃尚所属的省级选区为格朗维利耶县。

## 人口

1962-2008年间圣皮埃尔埃尚人口变化图示

圣皮埃尔埃尚于2022年1月1日时的人口数量为679人。